# Tomorrow We Live
Tomorrow We Live è un film del 1942, diretto da Edgar G. Ulmer. 

## Trama
Julie Bronson, dopo aver abbandonato gli studi ha raggiunto il padre, William "Pop", nella sua stazione di servizio in una località isolata. "Pop" ha ceduto l'uso del proprio magazzino a Alexander Martin, detto "lo spettro", un malavitoso che gestisce un locale notturno nelle vicinanze. Preoccupata, Julie fa visita a Martin, ed è oggetto dei suoi approcci.
"Lo spettro" è angariato da un'organizzazione criminale superiore alla sua, gestita da tale "Big Charlie": quando Martin fa visita a Julie chiedendole di sposarlo, anzi, minacciando vendetta se non l'avesse fatto, alcuni uomini di Big Charlie fanno irruzione nella stazione di servizio, e "Pop", per legittima difesa, ne uccide uno. "Lo spettro" rivela a Julie che il padre ha dei precedenti per omicidio ed evasione, ed in effetti lo sta ricattando.
Si palesa ad un certo punto Bob Lord, il vecchio fidanzato di Julie, che aveva abbandonato la località piuttosto precipitosamente per unirsi all'esercito, in cui ora ricopre il ruolo di tenente. Bob e Julie ritornano assieme. Per proteggere il padre, tuttavia, quando Bob chiede a Julie di sposarlo ella rifiuta.
Gli scontri tra bande criminali contrapposte si intensificano, ed in uno di questi gli uomini di Big Charlie mettono a fuoco il locale di Martin. Costui, uscito incolume dall'incendio ma psichicamente provato, si reca da "Pop" e lo uccide sotto gli occhi della figlia. Prima di morire, anche "Pop" colpisce Martin uccidendolo.
Il giorno dopo il reparto dell'esercito cui appartiene Bob, in trasferimento, passa davanti alla stazione di servizio. 

## Colonna sonora
Nel film vengono eseguite le seguenti canzoni:
- "Juke Box Gal" (di Leo Erdody)
- "Senorita Chula" (di Ann Levitt e Leo Erdody)